# Frederick Almgren
Frederick Justin Almgren, Jr. (Birmingham, Alabama, 1933 – Princeton, 1997) foi um matemático americano que trabalhou em geometria, topologia e cálculo das variações. É conhecido especialmente por seus trabalhos sobre superfícies mínimas.

## Biografia
Almgren nasceu em Birmingham, no Alabama, no dia 3 de julho de 1933. Ele se formou em engenharia na Universidade de Princeton em 1955. Após isto, ele decidiu mudar sua carreira para a matemática, tendo obtido seu doutorado em matemática pela Universidade Brown em 1962 sob a orientação de Herbert Federer. Em 1972 ele foi contratado como professor na Universidade de Princeton. Ele morreu em Princeton, em Nova Jersey, no dia 5 de fevereiro de 1997.